# Iviella reclusa
Espèce
Synonymes
- Argennina reclusa Gertsch & Ivie, 1936

Iviella reclusa est une espèce d'araignées aranéomorphes de la famille des Argyronetidae.

## Répartition
Cette espèce se rencontre aux États-Unis (dans les États de l'Arizona et de l'Utah) et au Canada (dans la province de la Saskatchewan),.

## Description
La femelle holotype mesure 2,47 mm.
Les mâles mesurent de 1,81 à 2,62 mm et les femelles de 1,68 à 2,51 mm.

## Systématique et taxinomie
Cette espèce a été décrite sous le protonyme Argennina reclusa par Gertsch et Ivie en 1936. Elle est placée dans le genre Tricholathys par Chamberlin et Gertsch en 1958 puis dans le genre Iviella par Lehtinen en 1967.

## Publication originale
- Gertsch & Ivie, 1936 : « Descriptions of new American spiders. » American Museum novitates, no 858, p. 1-25 (texte intégral).